# 中京医薬品
株式会社中京医薬品（ちゅうきょういやくひん、英: CHUKYO IYAKUHIN CO.,LTD.）は、愛知県半田市に本社を置く配置薬などの販売を行う企業。

## 概要
救急箱（常備配置薬、保健品の一部、ドリンクの一部）を各家庭に配置して、使用分を販売する配置販売を行い、関連商品（保健品の一部、ドリンクの一部、医療品、日用雑貨およびギフトその他）は主として営業員が配置顧客に販売している。
また、加盟店を中心とする同業他社や一般流通市場に対し、当社の取扱商品を卸売り販売している。
さらにアクアマジックブランドにおいて「RO（逆浸透）膜方式」による水の精製プラントを自社所有し売水事業を展開している。「赤い箱の中京医薬品」とも呼ばれている。

## 沿革
- 1949年（昭和24年）5月1日 - 創業。
- 1976年（昭和51年） - 静岡県浜松市に浜松営業所、長野県長野市に長野営業所開設。
- 1977年（昭和52年） - 岐阜県高山市に高山営業所開設。
- 1978年（昭和53年）5月1日 - 株式会社中京医薬品設立。
- 1983年（昭和58年） - 医療品、化粧品、健康食品、日用品等生活関連商品販売を開始。
- 1985年（昭和60年） - 配置医薬品販売フランチャイズ事業開始 。
- 1986年（昭和61年） - 愛知県名古屋市中川区に中川営業所開設。
- 1988年（昭和63年） - 宮崎県都城市に都城営業所開設。
- 1990年（平成2年） - 香川県坂出市に坂出営業所、鹿児島県姶良郡姶良町に姶良営業所、三重県松阪市に松阪営業所開設。
- 1991年（平成3年） - 宝飾品事業を開始、大分県大分市に大分営業所開設。
- 1992年（平成4年） - 社員持株会「きずな会」発足　通販事業、生・損保事業を開始。
- 1993年（平成5年） - 系列の中京医薬品販売株式会社（現在の春日井・大垣営業所）三重中京医薬品株式会社（現在の四日市営業所）を吸収合併。
- 1995年（平成7年） - 労働組合誕生。
- 1997年（平成9年） - 株式を店頭公開、愛知県名古屋市中区に名古屋オフィス開設。
- 1998年（平成10年） - 中京医薬品取引先持株会発足、北海道旭川市に旭川営業所、江別市に札幌東営業所、青森県八戸市に八戸営業所、宮城県名取市に仙台南営業所、栃木県宇都宮市に宇都宮営業所開設。
- 1999年（平成11年） - 名古屋オフィス新築移転、中京医薬品協力会「むつみ会」発足。
- 2000年（平成12年） - 売水事業（アクアマジック）を開始、福岡県福岡市に福岡東営業所開設。
- 2002年（平成14年） - 愛知県半田市にアクアマジック半田プラント本稼動、半田ウォーターショップ開設。
- 2004年（平成16年） - 環境酵素長良川研究所開設、子会社「CHUKYOIYAKUHIN KOREA CO.,LTD.」設立、ジャスダック証券取引所に株式上場。
- 2005年（平成17年） - 新潟県上越市に上越営業所、滋賀県米原市に米原営業所開設。
- 2006年（平成18年） - 広島県東広島市に東広島営業所、熊本県人吉市に人吉営業所、愛知県名古屋市守山区にアクアマジック名東プラント、名東ウォーターショップ開設。
- 2008年（平成20年） - 子会社「CHUKYOIYAKUHIN KOREA CO.,LTD.」解散、環境事業を廃止、愛媛県新居浜市に新居浜営業所開設。
- 2009年（平成21年） - 子会社「（株）ユナイテッドデザイン」解散、ペット関連事業を開始。
- 2010年（平成22年） - 大阪証券取引所JASDAQ【スタンダード】上場。
- 2011年（平成23年） - 中京医薬品健康情報サイト 「もっと健康、ずっと幸せ。」 を開設、愛知県半田市にアクアマジック半田新プラント本稼動。
- 2012年（平成24年） - 名古屋オフィス本社と統合、アクアマジックOne-Way事業開始。
- 2013年（平成25年）
  - 東京証券取引所JASDAQ【スタンダード】上場。
  - 三重県松阪市にアクアマジック松阪ウォーターショップ開設。
  - 「3倍力ウコン」専門部隊発足、一般社団法人 日本宅配水＆サーバー協会加盟[3]。
- 2014年（平成26年） 
  - 災害時断水に備えたアクアマジックの水を供給する協定を愛知県半田市・知多郡阿久比町・名古屋市と締結・「アクアマジック鈴鹿工場」建設に関して三重県鈴鹿市と立地協定締結[4]。
  - 神奈川県川崎市に川崎営業所開設。
- 2015年（平成27年）
  - 三重県鈴鹿市にアクアマジック鈴鹿プラント・ウォーターショップ開設。
  - 新潟県上越市に上越営業所開設。
  - 福岡県久留米市に久留米営業所開設。
- 2016年（平成28年） - 愛知県半田警察署と「安全で安心なまちづくり活動に関する協定」を締結。
- 2018年（平成30年） - アクアマジック半田工場が「愛知県HACCP導入施設」に認定。

## 事業内容
医薬品・医薬部外品・健康食品・清涼飲料水・医療機器・化粧品・日用品・衣料品・生保・損保・通販・宝飾品などの販売。
売水（宅配）・環境事業の展開。

## 主な商品
- 澪MI-O
- エアーマスク
- アクアマジック
  - 空ボトルを回収する「Two-Way」と、ペットボトルの「One-Way」がある。
- Hi DHAトゥデイ75
- Hiグルコサミントゥデイα
- イチョウ葉ドリンク

## 主な受賞歴
2011年。
- Hiグルコサミントゥデイα モンドセレクション金賞
- Hi DHAトゥデイ75 モンドセレクション金賞

2012年
- Hi DHAトゥデイ75 モンドセレクション最高金賞
- Hiグルコサミントゥデイα モンドセレクション金賞
- 新中京プロポリスMEGA85 モンドセレクション金賞
- イチョウ葉SE EVOLUTION モンドセレクション金賞
- イチョウ葉USEVOLUTION モンドセレクション金賞

2013年。
- Hi DHAトゥデイ75 モンドセレクション最高金賞
- Hiグルコサミントゥデイα モンドセレクション金賞
- レスベラトロール35 メタレス モンドセレクション金賞
- リッチコルジュン12000 モンドセレクション金賞

## CM出演者
あおい家の赤い箱といったキャッチフレーズが印象的。
- あおい輝彦
- 麻丘めぐみ

## 提供番組
- 開運!なんでも鑑定団（テレビ愛知、テレビ岩手のみ）
- FNN東海テレニュース（日曜日の昼）（東海テレビ）
- ニュースステーション（木曜日）（メ〜テレのみ）

## 関係会社
- いわき中京医薬品
- 株式会社岩手中京医薬品
- 中京医薬品尾張販売株式会社
- 中京医薬品東海株式会社